# Dysphania pugnataria
Dysphania pugnataria là một loài bướm đêm trong họ Geometridae.